# Antonio Centelles
Antonio Centelles Ventimiglia (fl. XV secolo) è stato un nobile e avventuriero italiano di origini spagnole e catalane, conte di Collesano.

## Biografia
Figlio di Gilberto Centelles, che seguì il re Martino I dalla Catalogna alla Sicilia, e di Costanza Ventimiglia, contessa di Collesano, fu inizialmente forte sostenitore del re Alfonso V d'Aragona, con cui condivise anche la prigionia a Milano. Nominato camerlengo della corte sovrana, ebbe nel 1437 la carica di viceré della Calabria, compito a cui assolse egregiamente.

### A Catanzaro
Venne incaricato dal re di trattare il matrimonio di Enrichetta Ruffo, ultima erede del ramo principale della famiglia, contessa di Catanzaro e 3ª marchesa di Crotone e di molti altri feudi calabresi, con Innico d'Avalos che, per aver sostenuto l'aragonese, aveva perduto i propri feudi in Castiglia; il matrimonio era quindi un modo per risarcire il fedele d'Avalos. Ma il Centelles, allettato dalla pingue eredità (e forse anche dall'avvenenza della contessina), prese per sé Enrichetta, contando sul perdono del re. Alle minacce regali, seguite al matrimonio, il Centelles si chiuse in Crotone dichiarando che avrebbe resistito anche contro lo stesso re che, venuto in Calabria, conquistò Cirò e la stessa Crotone (nel dicembre 1444), assediando infine lo stesso marchese in Catanzaro, il quale, nel 1445, fu costretto a sottomettersi chiedendo la clemenza reale. Il re gli tolse i feudi, lasciandogli però i beni mobili, e lo costrinse a soggiornare a Napoli. Da qui in seguito fuggì, ponendosi al servizio prima della Repubblica di Venezia e poi di Milano.

### A Milano
Nel 1449 Francesco Sforza lo inviò a Cantù. Alla fine dell'anno e nel gennaio del 1450 venne sconfitto in due scontri con i Veneziani. In seguito al sospetto che volesse cambiare ancora bandiera («per evidenti sentori di maliziosa astuzia»), venne fatto imprigionare da Francesco Sforza prima a Lodi e poi nel castello di Pavia. Venne poi liberato su richiesta di re Alfonso.

### A Napoli
Alla morte del re cospirò contro l'erede Ferrante d'Aragona (il futuro Ferdinando I) per dare la successione al principe di Viana; quando questo disegno fallì si rifugiò presso il principe di Taranto Giovanni Antonio Orsini del Balzo, suo consuocero, il quale ottenne dal re la restituzione dei feudi al Centelles. Il marchese, poco fiducioso nelle promesse reali, si trasferì però in Calabria da dove organizzò una nuova rivolta. I seguaci del Centelles vennero però battuti dal conte di Campobasso e da Alfonso d'Avalos a Cropani, nel dicembre 1458, e a Belcastro, subendo il 7 giugno 1459 una sanguinosa sconfitta presso Maida; la venuta del re, che conquistò e fece bruciare Castiglione, causò lo sbandamento finale dei baroni e dei paesi che seguivano il Centelles. A causa di ciò il marchese si presentò presso il Campo del Piano del Lago, tra Cosenza e Nicastro, dove si trovava il re; inizialmente vi fu ben accolto ma dopo tre giorni fu arrestato e tradotto nei castelli di Martirano e di Cosenza per finire poi a Napoli nella prigione di Castelnuovo da dove riuscì ad evadere il 23 aprile 1460.
Riparò inizialmente a Marigliano, terra del principe di Taranto, recandosi quindi al campo angioino (Giovanni d'Angiò stava infatti combattendo contro il re aragonese) passando in Puglia per ritornare quindi in Calabria a seminare nuovamente ribellione. Qui fu inseguito dall'esercito regio alla cui testa vi era Roberto Sanseverino e ottenne anche qualche successo ma alla venuta di Mase Barrese, che esercitò una repressione spietata, fu obbligato di nuovo a scendere a patti con il re che perdonò il Centelles e la moglie per la ribellione e ogni altra cosa, «etiam di falsa moneta, incendî, correrie, rapine», restituendogli tutti i suoi beni, alcuni dei quali il Centelles scambiò con il Barrese, ottenendo anche dal re il titolo di principe di Santa Severina nonché una rendita di 1 000 ducati sulle saline di Neto.
Da questo momento in avanti il marchese militò per la Casa d'Aragona al fianco del duca di Calabria, partecipando all'assedio di Motta Accomera, di Motta Rossa e ancora al campo di Fiumara, dove il duca gli affidò il comando supremo dell'esercito. Nel 1465 la figlia Polissena sposò Enrico d'Aragona, figlio naturale del re (secondo alcuni autori contemporanei Polissena in realtà fu la figlia del cugino Antonio Ventimiglia, marchese di Irache e conte di Geraci). Poco dopo il matrimonio, forse per essere tornato a cospirare contro gli Aragonesi, fu fatto arrestare a Santa Severina dallo stesso genero e venne detenuto in Castelnuovo, non se ne ebbero più notizie.